# Windsfeld
Windsfeld ist ein Gemeindeteil der Gemeinde Dittenheim im Landkreis Weißenburg-Gunzenhausen (Mittelfranken, Bayern). Die Gemarkung Windsfeld hat eine Fläche von 4,558 km². Sie ist in 417 Flurstücke aufgeteilt, die eine durchschnittliche Flurstücksfläche von 10932,43 m² haben.

## Geographische Lage
Das Pfarrdorf Windsfeld liegt im Altmühltal, rund zwei Kilometer nördlich von Dittenheim. In der Nähe münden der Schlangenbach und der Wachsteiner Bach in die Altmühl, die östlich an dem Ort vorbeifließt. Im Westen grenzt der Ort an die Staatsstraße 2230. Die Nachbarorte sind Unterasbach, Dornhausen (Theilenhofen), Wachstein, Gundelsheim an der Altmühl, Dittenheim und Sausenhofen. Durch den Ort führt der Altmühltalradweg.

## Geschichte
Windsfelds erste urkundliche Erwähnung fällt in das 12. Jahrhundert. 1233 wurde hier von Friedrich von Truhendingen und seiner Ehefrau Agnes ein Zisterzienserinnen-Kloster gegründet, das  bereits 1245 seinen Sitz auf den Stahelsberg, den heutigen Schloßberg bei Hechlingen, verlegte und von dort aus 1252 nach Zimmern ins Nördlinger Ries abwanderte.
1963 und 1998 gewann der Ort Gold im Wettbewerb Unser Dorf hat Zukunft. Bis zur Gemeindegebietsreform in Bayern in den 1970er Jahren war Windsfeld eine selbstständige Gemeinde. Am 1. Mai 1978 wurde sie in die Gemeinde Dittenheim eingegliedert.

## Baudenkmäler

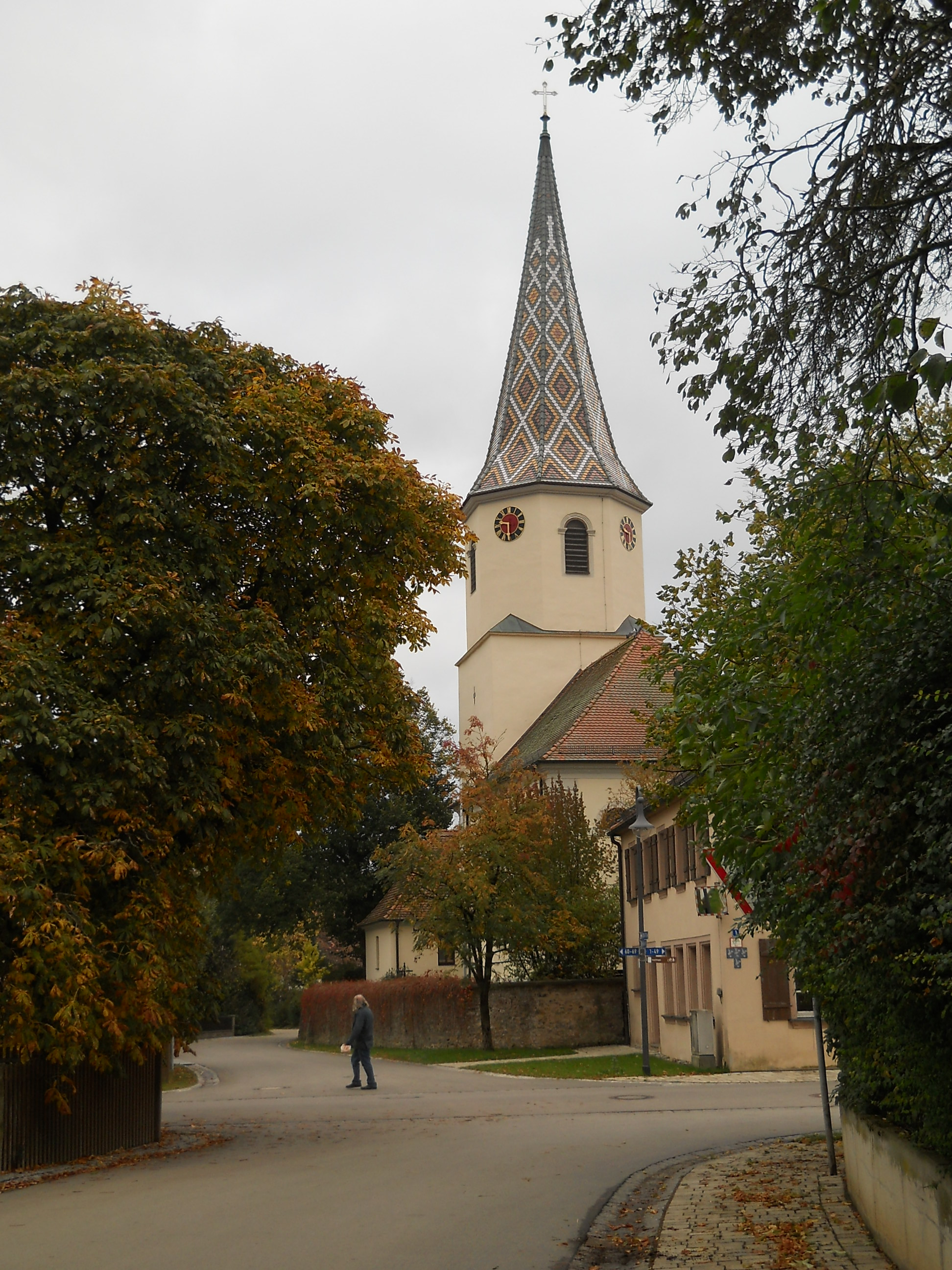
Kirche St. Gangolf

Der gesamte Ortskern von Windsfeld steht unter Ensembleschutz. 

### St. Gangolfskirche
Die im Kern aus dem 15. Jahrhundert stammende evangelisch-lutherische St. Gangolfskirche ist eine Chorturmkirche und Baudenkmal. Der oktogene Kirchturm wurde 1718 erhöht; das Langhaus ist von 1823. Der Spitzhelm hat buntglasierte Ziegel. 1980 gab es umfassende Renovierungen. Im Chorraum befinden sich ein spätgotisches Kreuzrippengewölbe, eine Tabernackelnische mit Holzschrein und einige Epitaphien aus dem 17. und 18. Jahrhundert.

### Weitere Baudenkmäler
Das zweigeschossige Pfarrhaus wurde mit seinem Satteldach und seinem verputzten Fachwerk 1715 erbaut. Das ehemalige Schulhaus ist ein zweigeschossiger Walmdachbau von 1808, der 1884 umgebaut wurde. Ein Hakenhof befindet sich am Windsfeld 64 mit eingeschossigem Wohnstallhaus aus dem 18. oder 19. Jahrhundert und einer massiven Scheune aus dem 19. Jahrhundert. Die ehemalige Zehntscheune Windsfeld 79 ist ein massives Gebäude mit Halbwalmdach aus dem 18. Jahrhundert. Das zweigeschossige Wohnstallhaus Windsfeld 54 mit Mittelflur aus dem 18. oder 19. Jahrhundert, das langgestreckte, eingeschossige Satteldachbau Windsfeld 56 aus Bruchstein mit Fachwerk von 1676, 1760 oder 1772 und die giebelständige Scheune Windsfeld 61 aus dem 18. Jahrhundert sind Beispiele für Baudenkmäler in Windsfeld.

## Eisenbahn
Südlich von Windsfeld befindet sich auf einer Höhe von 415 m ü. NHN der am 2. Oktober 1869 eröffnete Bahnhof Windsfeld-Dittenheim an der Bahnstrecke Treuchtlingen–Würzburg (Strecke 5321 bei km 15,18 / RL100-Kürzel: NWD). Er hat zwei durchgehende Hauptgleise und ein Überholgleis. 1978 endete der Personennahverkehr: im Rahmen eines Pilotprojektes wurde 1978 bei insgesamt 15 Halten auf der Strecke die Bedienung im Personenverkehr eingestellt und der Verkehr auf Busse verlagert. Für die ca. 10 km entfernt gelegene Hahnenkamm-Kaserne bei Heidenheim (Mfr) der Bundeswehr wurde eine zweigleisige große Verladerampe für Militärtransporte (hier speziell für Panzer) errichtet, die bis zur Auflösung der Kaserne (am 31. März 2004) im Betrieb war. Sie besteht aus einer Kopf und einer Kopf-/Seitenladerampe. Das Landwirtschaftliche Warenlager wurde ebenfalls bis 2004 bedient, bis zur Einstellung des Güterverkehrs im gleichen Jahr. Die Anlagen des Bahnhofs sind noch immer relativ umfangreich, werden aber als Betriebsbahnhof nur noch zum Überholen genutzt.

## Sonstiges
Bei Windsfeld befindet sich eine Wetterstation.

## Persönlichkeiten
- Alwin Wolz (1897–1978), deutscher Offizier